# 6 (عدد)
6 (ستة) هو عدد صحيح يلي العدد 5 ويسبق العدد 7 وهو عدد طبيعي موجب.

## في الرياضيات

للمكعب ستة أوجه

- هو أصغر عدد يقبل القسمة على الأرقام 1، 2، 3.
- هو أول عدد مثالي، لأنه يساوي مجموع قواسمة (عدا نفسه) أي 1+2+3=6.

## في الدين

نجمة داود السداسية

- ذكر في الكتاب المقدس (الإنجيل) رقم ستة أكثر من مرة حيث ورد في سفر التكوين عن خلق السموات والارض في ستة أيام وايضا في العهد الجديد حين جاء الملاك غبريال للعذراء مريم في الشهر السادس ليبشرها بميلاد السيد المسيح.
- ذكر الرقم ستة في القرآن الكريم بلفظ ستة، 7 مرات ومنها:﴿إِنَّ رَبَّكُمُ اللَّهُ الَّذِي خَلَقَ السَّمَاوَاتِ وَالْأَرْضَ فِي سِتَّةِ أَيَّامٍ ثُمَّ اسْتَوَى عَلَى الْعَرْشِ يُغْشِي اللَّيْلَ النَّهَارَ يَطْلُبُهُ حَثِيثًا وَالشَّمْسَ وَالْقَمَرَ وَالنُّجُومَ مُسَخَّرَاتٍ بِأَمْرِهِ أَلَا لَهُ الْخَلْقُ وَالْأَمْرُ تَبَارَكَ اللَّهُ رَبُّ الْعَالَمِينَ ۝٥٤﴾ [الأعراف:54]

﴿هُوَ الَّذِي خَلَقَ السَّمَاوَاتِ وَالْأَرْضَ فِي سِتَّةِ أَيَّامٍ ثُمَّ اسْتَوَى عَلَى الْعَرْشِ يَعْلَمُ مَا يَلِجُ فِي الْأَرْضِ وَمَا يَخْرُجُ مِنْهَا وَمَا يَنْزِلُ مِنَ السَّمَاءِ وَمَا يَعْرُجُ فِيهَا وَهُوَ مَعَكُمْ أَيْنَ مَا كُنْتُمْ وَاللَّهُ بِمَا تَعْمَلُونَ بَصِيرٌ ۝٤﴾ [الحديد:4]، كلها تتحدث عن خلق السماوات والأرض في ستة أيام، في حين ذكر بالصفة الترتيبية سادس مرتين، ومجموع مرات الذكر 9 مرات، كما ذكر مقلوبه السُدس (16) ثلاث مرات.

## في الموسيقى

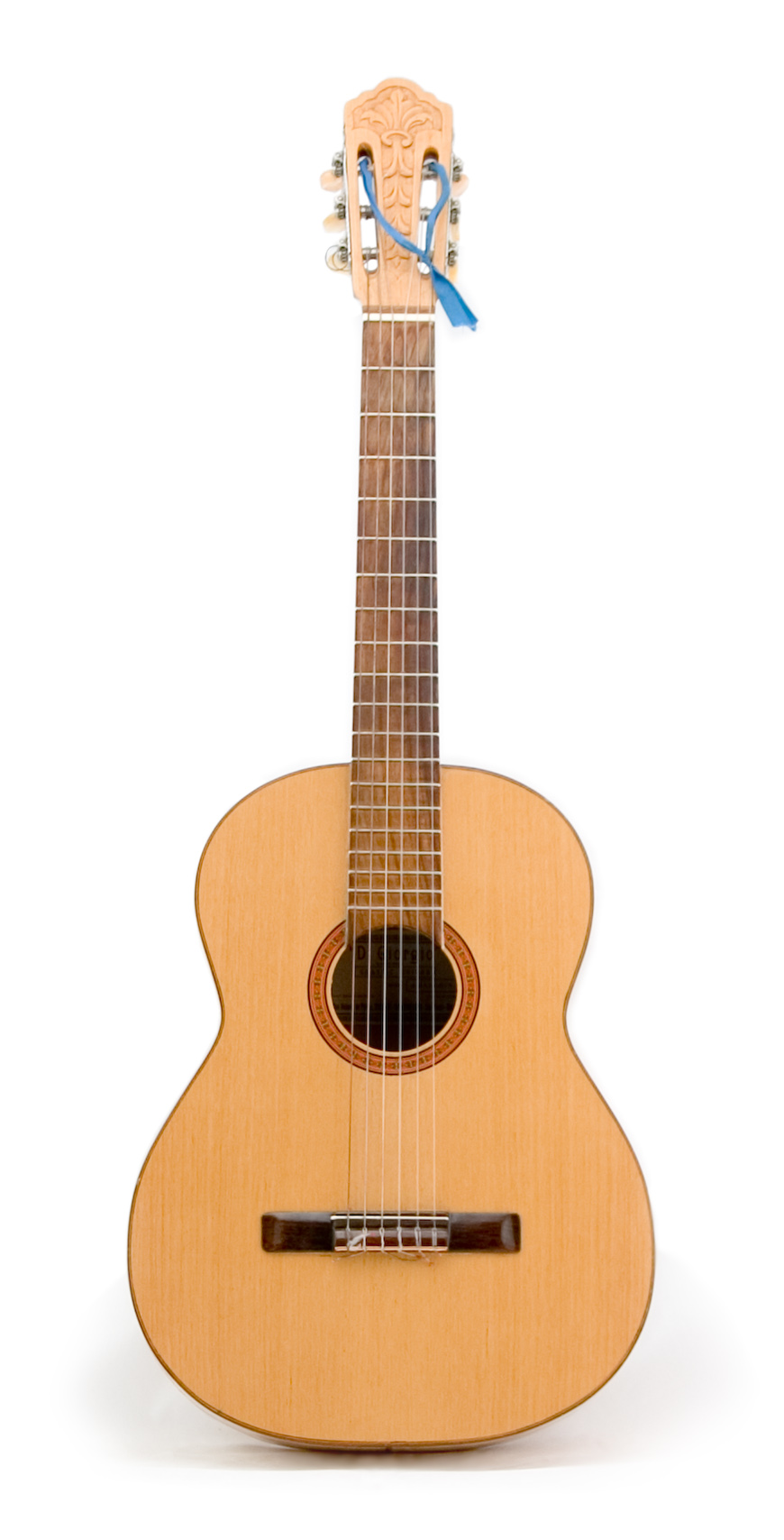
جيتار عادي بستة أوتار.

## في مجالات أخرى

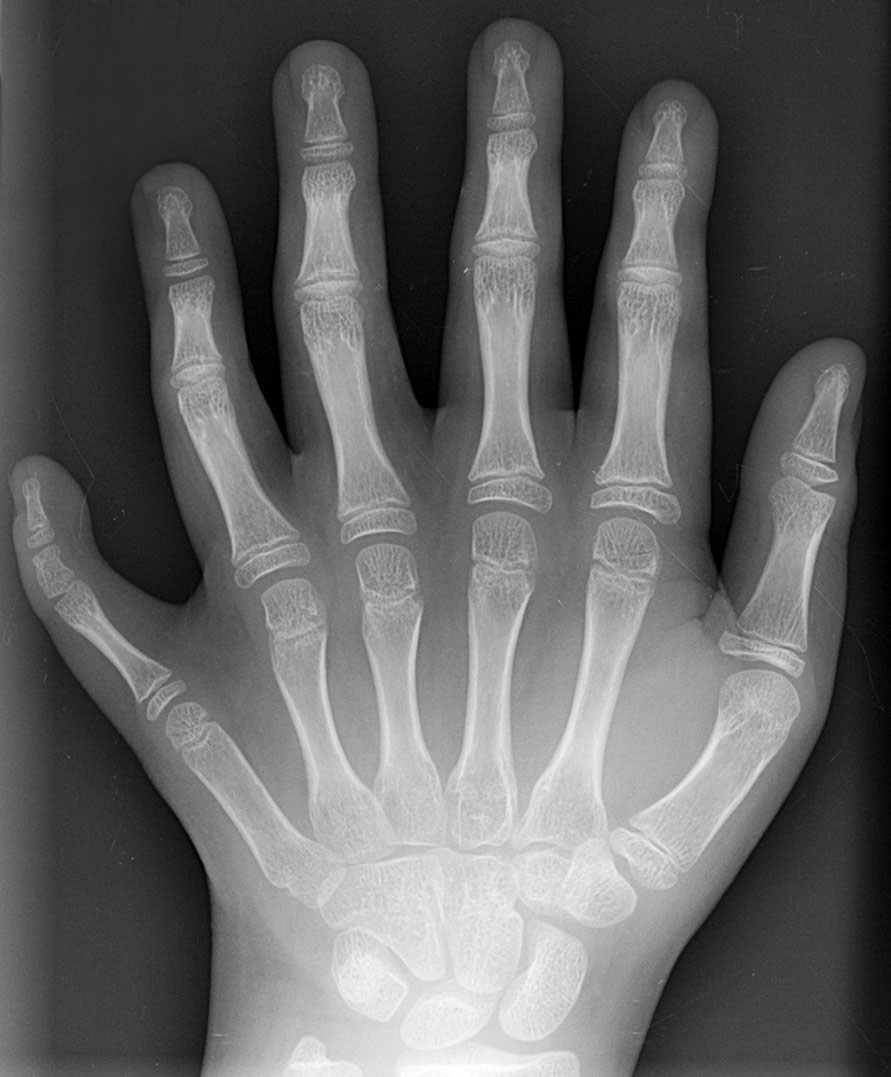
صورة أشعة سينية لرجل يده بستة أصابع.